# 圣岛岩鹪鹩
圣岛岩鹪鹩（学名：Salpinctes obsoletus exsul）或圣贝内迪克托岛岩鹪鹩，是雷维利亚希赫多群岛圣贝内迪克托岛特有及灭绝的一种岩鹪鹩亚种。

## 绝灭

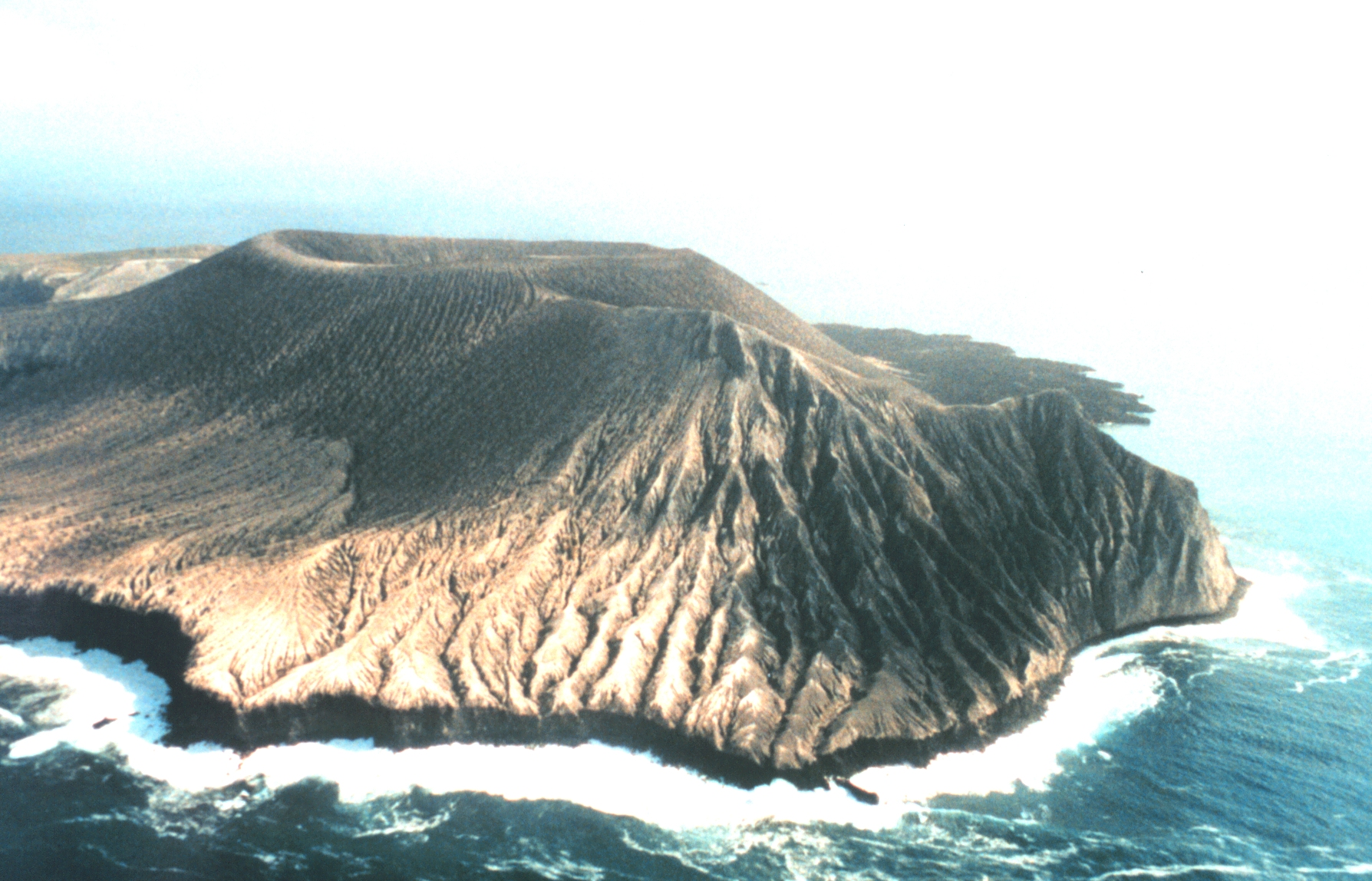
圣贝内迪克托岛

与雷维利亚希赫多群岛其他岛屿相同，圣贝内迪克托岛是一座火山岛。但不像罗卡帕蒂达岛，圣贝内迪克托岛的火山近期仍在活跃。1952年8月1日，圣贝内迪克托岛上位于两座火山锥间的Boquerón的熔岩泉开始喷发。8点45分左右，此次喷发的火山爆发指数达至3级，其喷出物抛射至数千公里外。由此产生的火山碎屑流滚过了整座岛屿。
两周后，整座岛被3米高的浮岩和火山灰所覆盖。圣岛岩鹪鹩的栖息地亦被完全破坏，自此次喷发后再未见到过它们。
圣岛岩鹪鹩是圣贝内迪克托岛唯一特有的陆禽，亦是在喷发前在圣贝内迪克托岛上生存的两种陆鸟之一，另一种陆鸟为渡鸦，该渡鸦种群亦在1952年8月1日的喷发后在该岛上消失。